# بيع مكشوف

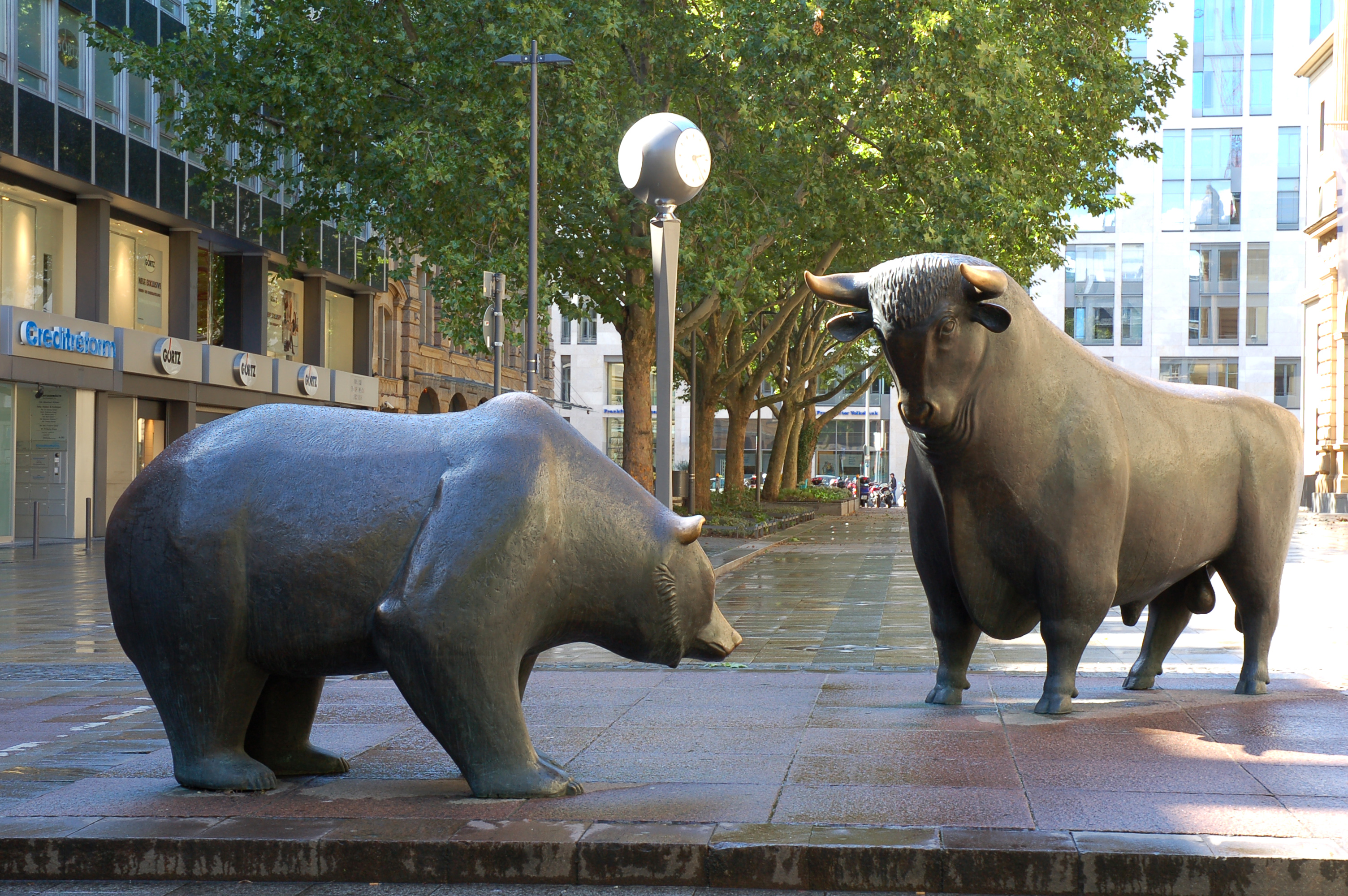
تمثال الدب والثور أمام بورصة فرانكفورت

البيع المكشوف (بالإنجليزية: Short Selling)‏ أو البيع الفارغ هو بيع ورقة مالية قبل تملكها بهدف شرائها لاحقا بقيمة أقل وبالتالي تحقيق ربح مساو للفرق بين سعر البيع المكشوف وسعر الشراء ناقصا الفائدة التي يدفعها المستثمر نظير اقتراض الورقة المالية في الفترة ما بين البيع والشراء. وتستخدم سياسة البيع المكشوف إذا توقع المستثمر هبوط سعر ورقة مالية كسهم تجاري أو سند في المستقبل القريب، وهي سياسة معاكسة لسياسة الشراء بغرض الربح من ارتفاع الأسعار في المستقبل Long selling.

## مثال على البيع المكشوف
وقد يجري البيع والشراء في بضاعة ليست في ملك البائع. فمثلا يمكن أن يقترض شخص عليم بسوق الموسيقى أسطوانة موسيقية من صاحب له على ان يردها إليه بعد 4 أسابيع. ويذهب الشخص إلى بيته ويعرض أسطوانة الموسيقى في الإنترنت للبيع ويبيعها بمبلغ 12 جنيه وهذا الثمن يقل عن ثمن شرائها ب 2 جنيه (اشتراها صاحبه ب 14 جنيه). ولكنه يعتقد من معرفته السوق أن الأسطوانة ستعرض في السوق من جديد ولكن بسعر 10 جنيهات فقط. ويذهب الشخص ويشتري الاسطوانة الجديدة بسعر 10 جنيهات ويردها إلى صاحبه. بذلك يكون قد كسب 2 جنيه. ويحقق هذا المكسب بسبب انخفاض سعر الأسطوانة في السوق. وهذا هو البيع المكشوف، والبعض يسميه «البيع الفارغ» ذلك لأن البائع لم يمتلك الأسطوانة بل أخذها سلفة من صاحبه. ولكن من الممكن أن لا يتحقق انخفاض سعر الأسطوانة في السوق. فيكون عليه شراء أسطوانة جديدة لصاحبه بمبلغ 14 جنيه لكي يعطيها إلى صاحبه، ويكون بذلك قد خسر 2 جنيه .
تقوم بعض المصارف بمثل تلك العمليات وتطبقها على بيع الأوراق المالية لأوراق المالية فعلا في حوزتها أو بدون أن يكون هذا النوع من الأوراق المالية في حوزتها، بل تبيعها على أساس أن سعرها سينخفض خلال الثلاثة أيام التي تلتزم خلالها بتسليم الأوراق المالية إلى مشتريها.

## في الاقتصاد الإسلامي
هذه الصورة محرمة شرعاً لأنها تتضمن بيع ما لا يملك وهذا منهى عنه شرعاً بناء على إقرار حكيم بن حزام لنهيه بقوله:«نهاني رسول الله أن أبيع ما ليس عندي». (رواه الترمذي، تحفة الأحوذي، ج4، ص ص430-431). 
كما تتضمن مقامرات ومراهنات، وهذه إحدى صور المضاربات في البورصة المنهى عنها أيضا شرعاً.[بحاجة لمصدر]

## اقرأ أيضا
- بضائع مثلية
- تقدير السند
- سند شامل
- سند متسلسل
- درجة الملاءة
- أصول
- رأسمال
- عملة
- وديعة
- حجز مال المدين